# Veyvah
Veyvah är en ö i Mulakuatollen i Maldiverna.  Den ligger i administrativa atollen Meem, i den centrala delen av landet, 135 km söder om huvudstaden Malé.
Tropiskt monsunklimat råder i trakten. Årsmedeltemperaturen i trakten är 26 °C. Den varmaste månaden är april, då medeltemperaturen är 28 °C, och den kallaste är oktober, med 25 °C. Genomsnittlig årsnederbörd är 2 202 millimeter. Den regnigaste månaden är maj, med i genomsnitt 338 mm nederbörd, och den torraste är januari, med 38 mm nederbörd.